# Uvarovina
Uvarovina is een geslacht van rechtvleugeligen uit de familie sabelsprinkhanen (Tettigoniidae). De wetenschappelijke naam van dit geslacht is voor het eerst geldig gepubliceerd in 1939 door Ramme.

## Soorten
Het geslacht Uvarovina omvat de volgende soorten:
- Uvarovina chinensis Ramme, 1939
- Uvarovina daurica Uvarov, 1928